# مسرح روما القديمة

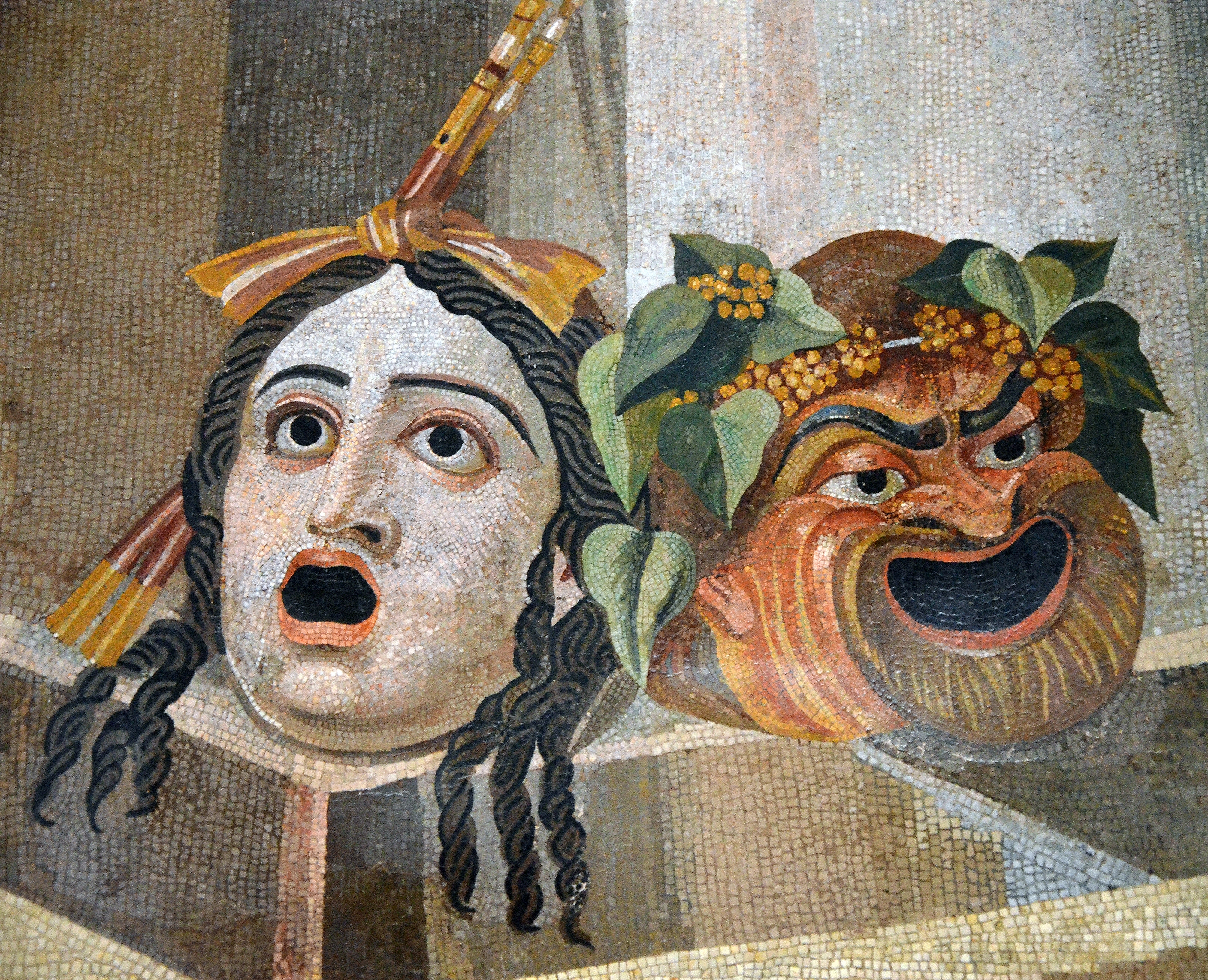

مسرح روما القديمة يشير إلى النشاط والأداء المسرحي في روما أثناء الفترة الزمنية ابتداءً من القرن الرابع قبل الميلاد، بعد انتقال الدولة من الملكية إلى الجمهورية. يُقسم مسرح هذا العصر بشكل عام إلى أنواع التراجيديا والكوميديا. ما زالت بعض الأعمال التي كتبها بلاوتوس، وترنتيوس، ولوكيوس سينيكا باقية حتى يومنا هذا. في النهاية، مثَّل المسرح جانبًا مهمًا من المجتمع الروماني إذ عمل بصفته الوسيلة الأساسية التي يمكن للشعب الروماني من خلالها التعبير عن عواطفه السياسية خلال فترات الجمهورية والإمبراطورية في روما.

## أصول المسرح الروماني
تأسست روما عام 753 ق.م. كملكية تحت الحكم الإتروري، وبقيت هكذا طوال القرنين والنصف الأوائل من وجودها. بعد عزل آخر ملوك روما، لوكيوس تاركوينيوس سوبربوس، أو«تاركوين الفخور»، نحو عام 509 ق.م. أصبحت روما جمهورية، وقادها منذ ذلك الوقت فصاعدًا مجموعة من الحكام، انتخبهم الشعب الروماني. يُعتقد أن المسرح الروماني بدأ خلال القرنين الأولين من الجمهورية الرومانية، بعد انتشار الحكم الروماني في مساحة كبيرة من شبه الجزيرة الإيطالية، نحو عام 364 ق.م.
في أعقاب الاجتياح واسع النطاق للطاعون عام 364 ق.م. بدأ المواطنون الرومانيون في تضمين الألعاب المسرحية لتكون ملحقًا لمراسم المأدبة التي كانت تُقام وقتها، في محاولة أقوى لتهدئة الآلهة. في السنوات التالية لبدء هذه الممارسات، بدأ الممثلون في تحويل هذه الرقصات والألعاب إلى عروض بتمثيل نصوص مضبوطة على الموسيقى والحركة المتزامنة.
مع تقدم عصر الجمهورية الرومانية، بدأ المواطنون في تضمين الدراما المؤداة بشكل احترافي في العروض المختارة للودي (احتفالات الأعياد الرسمية) التي تقام خلال كل عام -أكبر هذه المهرجانات هو لودي روماني، الذي يقام كل سبتمبر على شرف جوبيتر إله الرومان. أصبح المؤلف والكاتب المسرحي ليفيوس أندرنيكوس أول من يترجم المسرحيات اليونانية لتؤدى على المسرح الروماني.
كانت الدراما المبكرة التي ظهرت مشابهة للدراما في اليونان إلى حد كبير. كان هذا نتيجةً للاتصال المكثف بين الرومان والإغريق، والذي سمح بأن يبدي الرومان اهتمامًا بهذا الشكل الجديد من أشكال التعبير. عقب انتهاء الحرب المقدونية الثالثة عام 168 ق.م. اكتسب الرومان مزيدًا من الوصولية إلى الثقافة اليونانية، وتحديدًا الفنون (الآداب والعلوم الإنسانية)، مما أتاح للرومان مواصلة تطوير أساس للدراما في مجتمعهم. كان الكتاب المسرحيون من اليونانيين أو أنصاف اليونانيين الذين يعيشون في روما من بدأ التطوير الذي حدث. بينما أثرت التقاليد الأدبية اليونانية في الدراما على الرومان، اختار الرومان عدم تبني هذه التقاليد بالكامل، فعلى عكس السائد استُخدمت اللغة اللاتينية المحلية. تأثرت هذه المسرحيات الرومانية التي كان قد بُدأ في تأديتها بشكل كبير بالتقاليد الأترورية، خاصة فيما يتعلق بأهمية الموسيقى والأداء.

## أنواع المسرح الروماني القديم
كانت أولى الأعمال المهمة في الأدب الروماني هي التراجيديات والكوميديات (الأعمال التراجيدية والكوميدية) التي كتبها ليفيوس أندرونيكوس ابتداءً من 240 ق.م. بعد ذلك بخمس سنوات، بدأ جانيوس نافيوس، وهو معاصر لأندرونيكوس أصغر سنًا، أيضًا في كتابة الدراما، مؤلفًا أعمالًا من كلا النوعين أيضًا. لم تبق أي مسرحية لأي من الكاتبين. بحلول بداية القرن الثاني قبل الميلاد، أصبحت الدراما راسخة في روما وشُكِّلت نقابة الكتاب collegium poetarum (شعراء الكلية باللاتنية).

### التراجيديا الرومانية
لم يبق أيٌ من التراجيديات الرومانية الأولى، رغم أنها كانت تحظى بتقدير كبير في وقتها؛ تعرَّف المؤرخون على ثلاثة من كتاب التراجيديا الأوائل، إينيوس وباكوفيوس ولوسيوس أكسيوس. أحد الجوانب المهمة للتراجيديا والتي تختلف به عن الأنواع الأخرى كان إدخال الجوقات التي كانت تُضمَّن في العمل على المسرح أثناء أداء العديد من التراجيديات.
رغم ذلك، بقيت أعمال اثنين من كتاب التراجيديا في زمن الإمبراطورية -أحدهما مؤلف مجهول، والآخر هو الفيلسوف الرواقي سينيكا. بقيت تسعة من تراجيديات سينيكا، وكلها فابولاي كريبيداتاي (فابولا كريبيداتا أو فابولا كوثورناتا وهي التراجيديا اللاتينية مع موضوعات يونانية).
يظهر سينيكا بصفته شخصيةً في تراجيديا أوكتافيا، وهي المثال الوحيد الموجود على الفابولا براتيكستا (التراجيديا القائمة على الموضوعات الرومانية، والتي كتبها لأول مرة نافيوس)، ونتيجة لذلك، نسبت المسرحية عن طريق الخطأ إلى سينيكا نفسه بكونه مؤلفها. ومع ذلك، فبرغم تأكيد المؤرخين منذ ذلك الحين أن المسرحية ليست واحدة من أعمال سينيكا، ما زال المؤلف الحقيقي مجهولًا.

### الكوميديا الرومانية
يمكن تصنيف جميع الكوميديا الرومانية الباقية على أنها فابولا بالياتا (كوميديا مبنية على مواضيع يونانية) كتبها اثنين من كتاب الدراما: تيتوس ماكيوس بلاوتوس (بلاوتوس) وبوبليوس تيرينتيوس أفر (تيرنتوس). بينما لم تبق أي تاباتا (الكوميديا الرومانية في سياق روماني).
أجرى كتاب الكوميديا الرومان العديد من التغييرات على بناء المسرحيات اليونانية أثناء إعدادها لتؤدى أمام الجماهير الرومانية. كان أهمها إزالة دور الجوقة البارز سابقًا بصفته وسيلة تقسيم العمل إلى أحداث مستقلة. كما أضيفت المصاحبة الموسيقية لتكون ملحقًا مزامنًا للحوار المسرحي. كانت كل أحداث المشاهد تدور عادة في الشوارع خارج مسكن الشخصيات الرئيسية، وغالبا ما كانت مضاعفات الحبكة نتيجة تنصت شخصية ثانوية.
كتب بلاوتوس فيما بين 205 و184 ق.م. وبقيت منه عشرون كوميديا حتى وقتنا الحاضر. حاز على الإعجاب لذكاء حواره واستخدامه المتنوع للأوزان الشعرية. نتيجةً لتزايد شعبية مسرحيات بلاوتوس، وكذلك هذا النوع الجديد من الكوميديا المكتوبة، أصبحت المسرحيات التصويرية عنصرًا أكثر بروزًا في الاحتفالات الرومانية في ذلك الوقت، مستحقةً لمكانها في الفعاليات التي لم تكن تتضمن سابقًا سوى السباقات والمنافسات الرياضية وقتالات المصارعين.